# سيلة الجراح (ولد ربيع)

تعديل مصدري - تعديل

سيلة الجراح هي إحدى قرى عزلة قيفه ال مهدي بمديرية ولد ربيع التابعة لمحافظة البيضاء، بلغ تعداد سكانها 451 نسمة حسب تعداد اليمن لعام 2004.